# 시스템 프로파일러
시스템 프로파일러(System profiler)는 설치된 소프트웨어 및 하드웨어에 대한 자세한 정보를 제공할 수 있는 프로그램이다. 일반적으로 워크스테이션과 개인용 컴퓨터는 1990년대 중반부터 시스템 프로파일러를 공통 기능으로 사용했다.
그러나 시스템 프로파일러는 대부분의 컴퓨팅 아키텍처에서 어떤 형태로든 존재한다. 메인프레임의 시스템 모니터 프로그램은 본질적으로 개인용 컴퓨터의 시스템 프로파일러 프로그램과 동일한 기능을 제공한다.
최신 시스템 프로파일러는 일반적으로 CPU 상태(클럭 속도 등), GPU 상태, 연결된 하드웨어 상태(USB 또는 FireWire 장치 등)에 대한 실시간 정보를 제공한다.

## 역사적 기원
시스템 프로파일러는 펀치 카드가 더 이상 프로그램을 실행하는 데 필요하지 않게 된 후 사용되기 시작했다. 메인프레임 컴퓨터는 펀치 카드가 입력 장치로 버려지면서 모듈형 아키텍처로 발전했다. 펀치 카드 기반 메인프레임 컴퓨터 시스템은 일반적으로 입력 또는 출력 장치에 거의 변화가 없는 매우 고정된 아키텍처를 가지고 있었다.
1990년대 이후로 리눅스와 같은 일부 컴퓨팅 아키텍처에서는 하드웨어 독립적인 시스템 프로파일러가 등장했다. 대부분의 유닉스 계열(일명 POSIX 호환) 운영 체제에는 시스템 하드웨어 독립 프로파일러가 있다.

## 사용 기원
애플의 맥 OS의 역사에서는 '애플 시스템 프로파일러'라는 애플리케이션으로 이 작업을 수행했다.
macOS의 프로파일러는 단순히 시스템 정보라고 불리며 두 가지 방법으로 접근할 수 있다. GUI 애플리케이션인 System Information.app은 간소화된 표와 트리 형태로 시스템 정보를 제공하며, 자세하고 매우 자세한 정보는 단말 에뮬레이터에서 /usr/sbin/system_profiler 바이너리를 실행하면 볼 수 있다.
마이크로소프트 윈도우에서는 "내 컴퓨터" 또는 "이 PC"의 속성을 보거나, 윈도우 키와 Pause 키를 동시에 누르거나, msinfo32.exe 바이너리를 실행하여 유사한 정보를 찾을 수 있다.

## 시스템 프로파일러 소프트웨어 목록

### 마이크로소프트 윈도우
- 시스템 정보 – 내장 구성 요소
- CPU-Z – 프로세서 오버클럭에 유용
- SIW(System Information for Windows) – 소프트웨어, 하드웨어, 네트워크 정보 및 기타 도구를 제공하는 휴대용 프리웨어
- 벨락 – 개인용 PC 감사 소프트웨어용 프리웨어로, 로컬 머신에 설치된 하드웨어 및 소프트웨어를 나열하고 로컬 웹페이지로 표시한다. 벨락은 또한 시스템의 보안 상태를 확인하는 보안 평가를 수행하며, 누락된 업데이트를 마이크로소프트 웹사이트로 직접 연결하여 다운로드할 수 있게 한다.
- systeminfo – 기본 윈도우 명령줄로, OS 버전, 업타임, CPU, 물리적 메모리, 네트워크 카드 등을 반환한다.
- SekChek Local – 네트워크에서 여러 윈도우 워크스테이션 및 서버를 스캔하는 자동화된 보안 감사 도구이다. 마이크로소프트 액세스 데이터세트로 제공되는 보안 평가 보고서 파일을 생성한다.
- Speccy – 다양한 PC 하위 시스템의 자세한 사양

### 리눅스 (및 기타 유닉스 계열 시스템)
- uname -a – 현재 머신 및 OS에 대한 기본 정보 출력
- lshw – 하드웨어 장치 및 속성 목록 출력
- dpkg -l – 모든 설치된 패키지 및 버전 목록 출력(데비안 스타일 패키지 관리를 사용하는 리눅스 배포판의 경우)
- rpm -qa – 모든 설치된 패키지 및 버전 목록 출력(레드햇 스타일 패키지 관리를 사용하는 리눅스 배포판의 경우)

## 같이 보기
- Microsoft Diagnostics
- 시스템 모니터